# 레나 크리스텐센
레나 크리스텐센(덴마크어: Lena Christensen, 1978년 12월 2일 ~ )은 태국의 덴마크계 가수, 배우이다.